# Phemonoides ochreosticticus
Phemonoides ochreosticticus är en skalbaggsart som beskrevs av Stefan von Breuning 1940. Phemonoides ochreosticticus ingår i släktet Phemonoides och familjen långhorningar. Inga underarter finns listade i Catalogue of Life.